# 四目屋

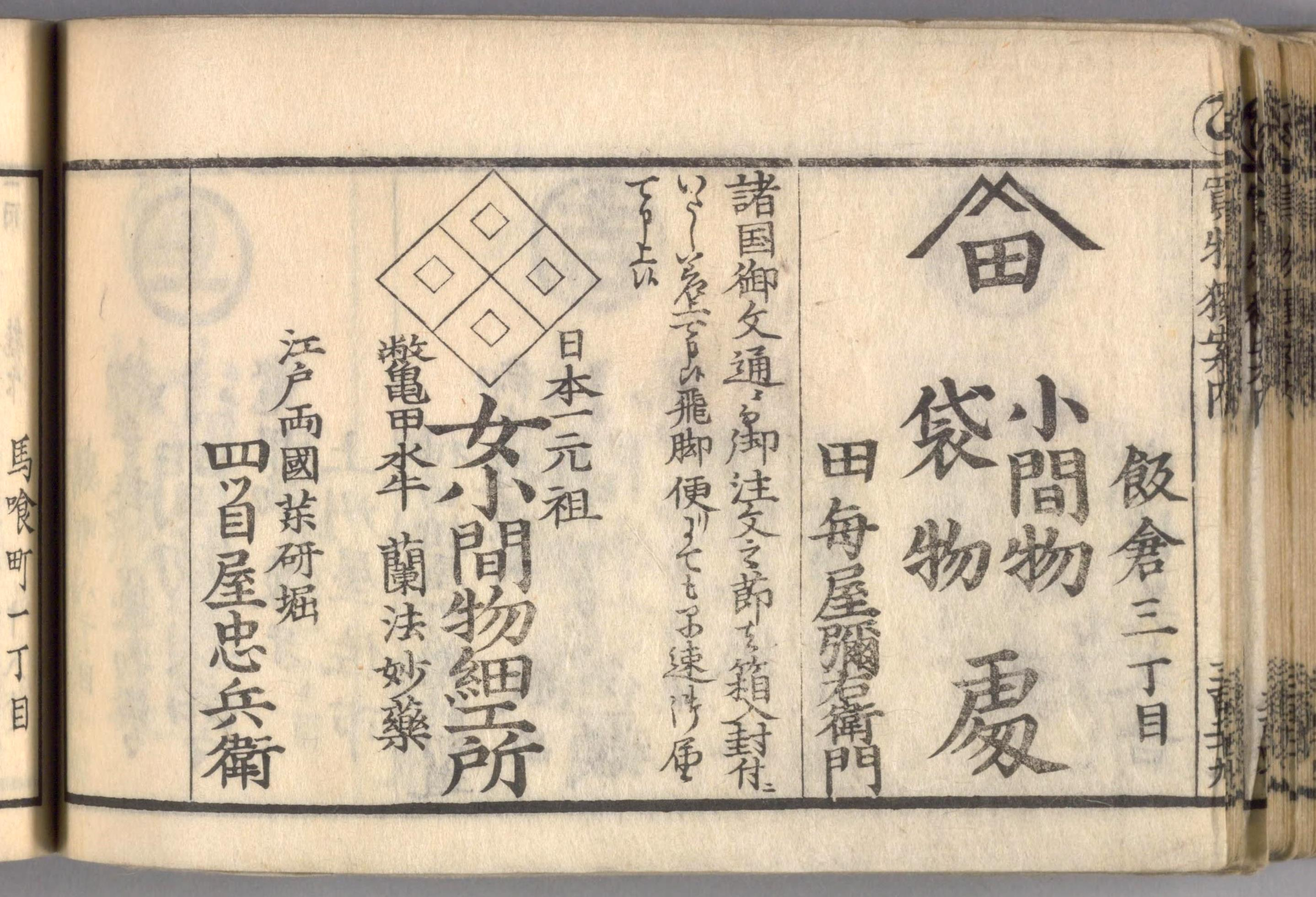
『江戸買物独案内』（1824年）に掲載されている「四ツ目屋忠兵衛」の広告。

四目屋（よつめや）は、江戸時代、江戸薬研堀（現在の中央区東日本橋2-13）にあった、長命丸、帆柱丸、などの媚薬、肥後ずいき（ずいき）、牛角などの淫具などを売った店。日本最古のアダルトショップと云われる。
店頭の招燈には黒地に、佐々木氏の家紋である隅立て四目結（すみたてよつめゆい）の紋所を染め出したものをかけていた。イモリの黒焼きの元祖といわれ、『通詩選諺解』には同家の祖先が明応年間、長崎にわたり、その後、寛永年間、江戸で売り始めたとある。